# 中島裕美子
中島 裕美子 （なかじま ゆみこ、8月31日 - ）は、日本の元女性声優。千葉県出身。

## 略歴
以前は人見知りが激しかったという。人間嫌いとまではいかないが、「ちょっと人付き合いが苦手だな」という。しかし周囲から「そういうのはよくない」「もうちょっと協調性を持て」と諭されたという。役者だったら「どうしても人と関わらなじゃならないし、自分じゃない人を演じることで人間関係を円滑にする術を得られるのではないか」という。しかし舞台など人前に立つのは抵抗があったため、「スタジオが仕事場の声優さんだ」ということになったという。
雑誌を見ていたところのちに所属することになるB-Boxの当時の社長だった井上和彦の養成所が出ており、その記事には「井上和彦の」と凄く大きく書いており、「これだけ大きく名前が出てたら信用できる」と思い、通うことにしたという。井上和彦の声優教室7期出身。元氣プロジェクトを経て、B-Boxに所属していた。

## 人物
役柄としては、かわいい少女役から母役まで幅広い声を持っており、声優を中心にラジオ、舞台、テレビ、モデルなんでもこなしていた。
趣味は映画鑑賞、ハムスターの生態観察。特技は四の字固めをかけられても痛くない。

## 出演
太字はメインキャラクター。

### テレビアニメ
- スパイラル －推理の絆－（2002年、少女A、女学生A、女子生徒C）
- うえきの法則（2005年、子供B）
- ef シリーズ（2007年 - 2008年、雨宮優子）- 2シリーズ
- 君に届け（2009年、女子生徒）

### 劇場アニメ
- 劇場版 NARUTO -ナルト- 大活劇!雪姫忍法帖だってばよ!!（2004年）
- DEAD LEAVES（2004年）

### OVA
- HAPPY★LESSON（2001年、合唱）
- ランジェリー戦士パピヨンローゼ（2003年、女性戦闘員）
- テイルズ オブ ファンタジア THE ANIMATION（2004年、シルフ）

### ゲーム
時期不明
- ウチの姫さまがいちばんカワイイ（蜜蜂姫ナナ・ハニービー）
- 乙女繚乱 津村加奈子（ニナ）

1998年
- Full house〜女優物語〜（ユーテス）

2006年
- ef - a fairy tale of the two.（雨宮優子）

2007年
- マナケミア 〜学園の錬金術士たち〜（生徒）

2009年
- 伯爵と妖精〜夢と絆に想いを馳せて〜（イライザ）
- eden*（エリカ）

2015年
- HERO'S HISTORIA（ラース / セラフィ）

### ドラマCD
- ニニンがシノブ伝
- ムーンリット・ドロップス（2007年、姫君）
- えこといっしょ。 CDでもいっしょ。 vol.1（2007年、淀橋ユウ）
- ZERO ZANY.（2007年、Mel Melville）
- eden* 第1巻（2010年、エリカ）

### ラジオ
- ゆみこ&ゆうなのえふメモらじお（2007年 - 2008年）
- ゆみこ&ゆうなのえふメロらじお（2008年 - 2009年）
- 終末のエデン（2009年 - 2010年）

#### ラジオCD
- 終末のエデン（2010年8月13日先行発売）

## ディスコグラフィ

### キャラクターソング
| 発売日         | 商品名                                                     | 歌 | 楽曲                                                              | 備考                                                             |
| -------------- | ---------------------------------------------------------- | --- | ----------------------------------------------------------------- | ---------------------------------------------------------------- |
| 2008年9月26日  | 悠久の翼 07.mix/euphoric field live.mix                    | 雨宮優子（中島裕美子）                                                                                               | 「悠久の翼 07.mix」                                               | テレビアニメ『ef - a tale of memories.』最終話エンディングテーマ |
| 2008年11月26日 | ef-a tale of melodies. ENDING THEME 〜Fine by Yuko Amamiya | 雨宮優子（中島裕美子）                                                                                               | 「願いのカケラ」                                                  | テレビアニメ『ef - a tale of melodies.』エンディングテーマ       |
| 2008年11月26日 | ef-a tale of melodies. ENDING THEME 〜Fine by Yuko Amamiya | 雨宮優子（中島裕美子）                                                                                               | 「願いのカケラ（Re-mix ver.）」 「ebullient future（Yuko ver.）」 | テレビアニメ『ef - a tale of melodies.』関連曲                   |
| 2009年2月27日  | ef - a tale of melodies. ORIGINAL SOUNDTRACK 2 〜felice〜  | 羽山ミズキ（後藤麻衣）、雨宮優子（中島裕美子）、宮村みやこ（田口宏子）、新藤景（岡田純子）、新藤千尋（やなせなつみ） | 「ever forever」                                                  | テレビアニメ『ef - a tale of melodies.』最終話エンディングテーマ |